# Grandvilliers
Grandvilliers foi uma antiga comuna francesa na região administrativa da Normandia, no departamento de Eure. Estendia-se por uma área de 11,56 km². Em 2010 a comuna tinha 366 habitantes (densidade: 31,7 hab./km²).
Em 1 de janeiro de 2019, passou a formar parte da nova comuna de Mesnils-sur-Iton.